# Jussi Saukkonen
Jussi Jaakko Saukkonen, före 1948 Johan Jaakoppi Saukkonen, född 17 februari 1905 i Uleåborg, död 6 april 1985 i Helsingfors, var en finländsk samlingspartistisk politiker. Han var Samlingspartiets partiledare mellan 1955 och 1965. Som Finlands undervisningsminister tjänstgjorde Saukkonen i regeringen Virolainen 1964–1966.
Under studietiden var Saukkonen aktiv i Akademiska Karelen-Sällskapet och blev filosofie magister 1933. Saukkonen undervisade i historia och tillträdde 1949 som rektor för Munkkiniemen yhteiskoulu i Munksnäs i Helsingfors. I Finlands riksdag representerade han Nylands valkrets 1949–1951 och Helsingfors valkrets 1958–1966.